# Antonio Felipe Díaz
Antonio Felipe Díaz (La Coruña, España, 26 de marzo de 1789 - Montevideo, 12 de septiembre de 1869) fue un militar, político, escritor y periodista uruguayo de origen español.

## Biografía
Afincado desde 1802 en Montevideo, combatió en esta ciudad contra la invasión inglesa de 1807. Adherido a los patriotas en 1811, estuvo presente en las batallas de Las Piedras en aquel año y del Cerrito en 1812, donde fue herido.
Enfrentado posteriormente con Artigas, en 1815 el Director Supremo de las Provincias Unidas del Río de la Plata, Ignacio Álvarez Thomas, que buscaba congraciarse con aquel, lo hizo remitir a Purificación junto con otros opositores, pero finalmente Artigas lo indultaría.
Participó en la Cruzada Libertadora de 1825 contra el Imperio del Brasil, lo que lo vinculó a Manuel Oribe, de quien sería Ministro de Hacienda y de Guerra y Marina en 1838, cuando su administración. Al renunciar Oribe a la presidencia el 24 de octubre de 1838 y retirarse a Buenos Aires, Antonio Díaz lo acompañó, reasumiendo posteriormente su cargo en el gobierno "del Cerrito" cuando Oribe puso sitio a Montevideo, en 1843.
También ministro de los fusionistas Gabriel Antonio Pereira y Bernardo Prudencio Berro, le cupo enfrentar en 1863 y 1864 al movimiento insurreccional del Partido Colorado, dirigido por Venancio Flores, siendo, ya como General, integrante del Consejo de Defensa de Montevideo.
Fue un periodista de prolongada actividad durante varias décadas en el inicio de la prensa en el Uruguay y la Argentina, participando como redactor o director en La Aurora (Montevideo, 1822-1823), El Aguacero (Montevideo, 1823, junto a Juan Francisco Giró y Santiago Vázquez), El Piloto (Buenos Aires, 1825-1826), El Correo Nacional (Buenos Aires, 1827), El Universal (Montevideo, 1829-1838) y El Defensor de la Independencia Americana (Montevideo, 1844-1851, el órgano oficial del gobierno "del Cerrito").
Dejó escritas unas Memorias que nunca publicó, en las que se basaría su hijo homónimo, Antonio Díaz (1831-1911), para escribir el libro Historia política y Militar de las Repúblicas del Plata 1828-1866, publicado entre 1877 y 1879, y que fuera una de las primeras obras de la historiografía uruguaya.

Nieto suyo es el escritor y político uruguayo Eduardo Acevedo Díaz hijo de Norberto Acevedo y de Fátima Díaz.